# Hiéroglyphe égyptien A1

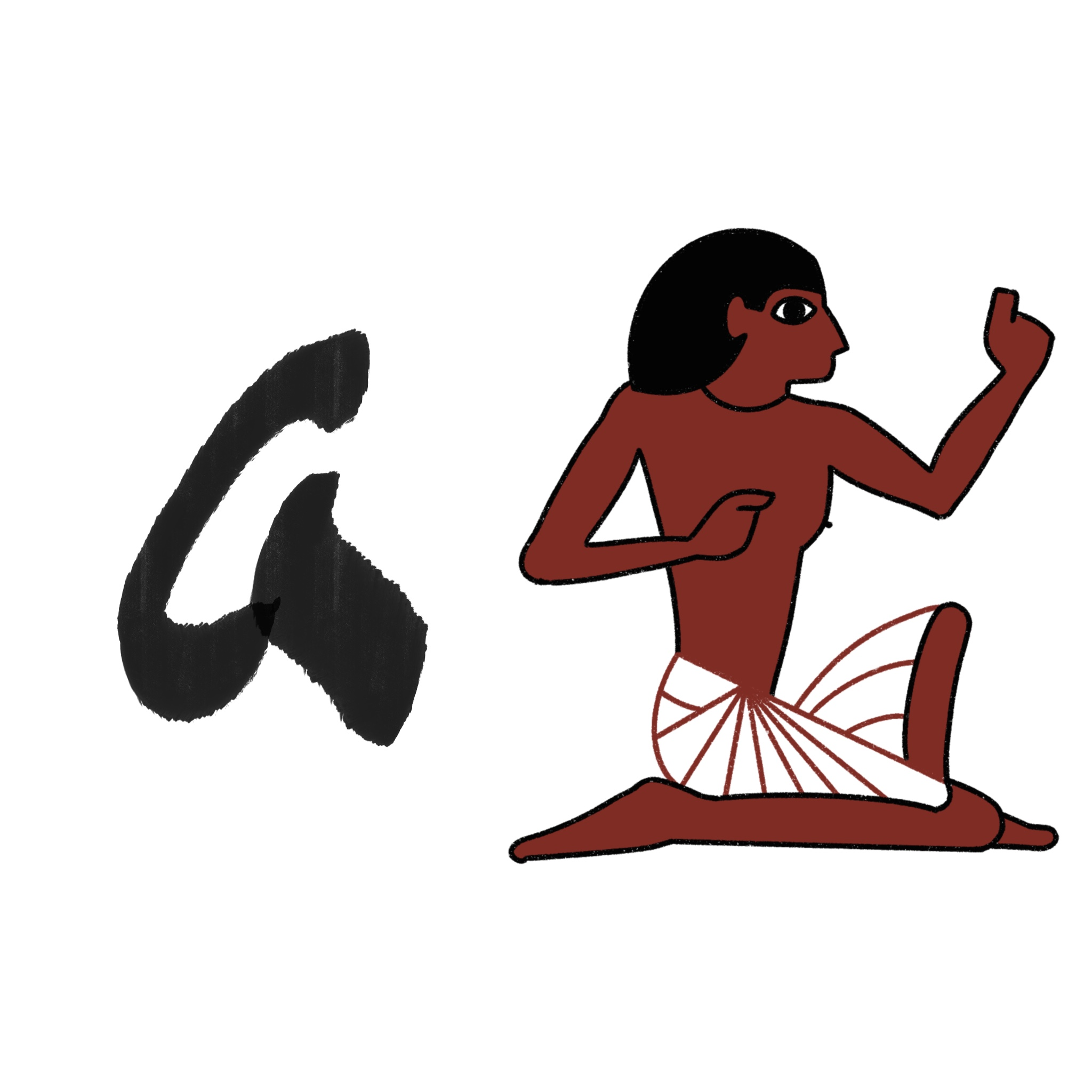
Version hiératique et hiéroglyphique, d'après les fac-similés de Renaud de Spens.

Le  hiéroglyphe égyptien A1 (homme assis) est classifié dans la section A « L'Homme et ses occupations » de la liste de Gardiner ; il y est noté A1.

## Représentation
Il représente un homme accroupi, en génuflexion, bras droit en équerre et bras gauche replié et en retrait.
Il est translittéré j.

## Utilisation
| z&A1&Z1 |

| z&A1&Z1 |

homme du commun ». 

C'est un déterminatif du champ lexical de l'homme et de ses occupations ainsi que des prénoms masculins. 
| A1 |

| A1 |

| w | A1 |

| w | A1 |

| W24 · V31 | A1 |

| W24 · V31 | A1 |

## Exemples de mots
| wsr | s | r · D40 | A1 |

| wsr | s | r · D40 | A1 |

| i | H | w | t · Z4 | A1 |

| i | H | w | t · Z4 | A1 |

| i | d | H | i | i | M15 | A1 |

| i | d | H | i | i | M15 | A1 |